# Puya cardonae
Puya cardonae är en gräsväxtart som beskrevs av Lyman Bradford Smith. Puya cardonae ingår i släktet Puya och familjen Bromeliaceae. Inga underarter finns listade i Catalogue of Life.